# Карел Кужель
Карел Кужель (чеськ. Karel Kužel, 28 серпня 1899, Відень — пом. ?) — австрійський і чехословацький футболіст, що грав на позиції правого крайнього нападника. Відомий виступами у складі клубів «Вієнна», «Славія» (Прага) і національній збірній Чехословаччини.

## Життєпис
Виступи на найвищому рівні розпочав у австрійському клубі «Вієнна» у сезоні 1919/20. Залишив команду по завершенні сезону 1921/22.
З 1922 по 1924 рік грав у складі празької «Славія». Дебютував у складі клубу в липні 1922 року в товариському матчі проти «Феєнорда», що завершився перемогою празької команди з рахунком 8:0. В тому ж році здобув із командою Середньочеський кубок 1922. Також був фіналістом кубка і срібним призером Середньочеської ліги.
У липні 1923 року зіграв свій єдиний матч у складі збірної Чехословаччини у Клужі проти збірної Румунії.
У сезоні 1924/25 знову грав у складі «Вієнни», з якою став бронзовим призером австрійського чемпіонату. Твердого місця в основі команди не мав, тому й зіграв за три сезони лише 17 матчів. У 1925 і 1926 роках команда діставалась фіналу Кубка Австрії, але Кужель не зіграв у цих розіграшах жодного матчу, лишаючись у резерві.
У сезоні 1926-1927 зіграв 10 матчів у складі клубу «Слован». 

### Статистика виступів за збірну
| Дата       | Місто | Господарі | Результат | Гості          | Турнір           | Голи | Примітки |
| ---------- | ----- | --------- | --------- | -------------- | ---------------- | ---- | -------- |
| 01.07.1923 | Клуж  | Румунія   | 0 – 6     | Чехословаччина | товариський матч | -    |          |
| Усього     |       | Матчів    | 1         |                | Голів            | 0    |          |

## Трофеї і досягнення
- Срібний призер Середньочеської ліги: 1923
- Володар Середньочеського кубка: 1922
- Фіналіст Середньочеського кубка: 1923
- Бронзовий призер чемпіонату Австрії: 1924–1925